# Thorkild Simonsen
Pour les articles homonymes, voir Simonsen.
Thorkild Simonsen, né le 7 juillet 1926 et mort le 4 septembre 2022 à Risskov (Aarhus), est un homme politique danois membre des Sociaux-démocrates et ancien ministre.